# Placca di Scotia

     Mappa delle placche terrestri: la placca di Scotia è in verde-azzurro.
La placca di Scotia è una delle placche in cui è suddivisa la crosta terrestre.
Si trova nella parte meridionale dell'oceano Atlantico, estesa su un bacino marginale (mare di Scotia) delimitato da alcune catene montuose sottomarine che uniscono le Ande con la penisola Antartica; i suoi limiti occidentali si trovano in prossimità dello stretto di Drake, il braccio di mare che separa l'America meridionale dal continente antartico, mentre il limite orientale si trova nella zona delle isole Sandwich Australi.
Si tratta di una placca relativamente piccola, compresa fra la placca antartica, quella sudamericana e la placca minore delle Sandwich Australi; è costituita per la maggior parte da crosta oceanica.
I suoi limiti geologici sono:
- a sud e sudovest, dei margini trascorrenti (segnati in parte dalla frattura di Shackleton) la separano dalla placca antartica;
- a nord, il confine con la placca sudamericana è segnato prevalentemente da margini trascorrenti tra cui la faglia Magallanes-Fagnano;
- ad est, una dorsale oceanica segna un margine divergente (o costruttivo) che la separa dalla piccola placca delle Sandwich Australi;

L'intera zona è però molto complessa dal punto di vista strutturale: in una zona geograficamente limitata coesistono varie strutture (margini trasformi e costruttivi, fratture, bacini di retroarco).